# Georges Dedoyard
Georges Dedoyard (Verviers, 22 december 1897 - Luik, 20 januari 1988) was een Belgisch architect. Hij werkte vooral in modernistische stijl en is ook beïnvloed door het functionalisme.
Dedoyard studeerde aan de Académie des Beaux-Arts van Luik en behaalde in 1923 zijn diploma. Een van zijn lesgevers was de modernistische architect Joseph Moutschen. Naast zijn invloed haalde Dedoyard ook inspiratie uit de Bauhaus-beweging. Hij werkte veel met gewapend beton. Hij kreeg bekendheid door het ontwerpen van (sindsdien afgebroken) gebouwen voor de Wereldtentoonstelling van 1930 (Luik). Na de oorlog werkte hij mee aan de wederopbouw, vooral in Luik. Hij ontwierp ook drie bruggen over de Maas in Luik, die verwoest waren tijdens de oorlog.
Van 1945 tot 1964 was Dedoyard actief in de Waalse beweging.
Dedoyard overleed in 1988 kort na zijn negentigste verjaardag.

## Realisaties
Bouwwerken ontworpen door Dedoyard:
- Preventorium, 1933, sinds 1979 Medisch Pedagogisch Instituut van het Gemeenschapsonderwijs, in De Haan, West-Vlaanderen[2]
- Spoorbrug Houlpays, 1935, in Luik
- Paleis van het commisariaat-generaal van de Exposition de l'eau (internationale watertechniektentoonstelling), 1939, Luik
- Baden van la Sauvenière, 1942, in Luik, zwembad tot 2000, sinds 2014 het cultuurcentrum La Cité Miroir
- Pont des Arches, 1947, brug in Luik
- Maison Hanne, 1947, huis in Luik
- Résidence Windsor, 1950, appartementsgebouw in Luik
- Centre social Ougrée-Marihaye, 1950, feestzaal
- Mémorial du Mardasson, 1950, oorlogsmonument bij Bastenaken
- Au bon Marché (Galeries Saint-Lambert), 1952, warenhuis in Luik
- Koffiebranderij Chat Noir, 1954, fabrieksgebouw in Jupille-sur-Meuse
- Pont Albert Ier, 1957, brug in Luik
- J.F. Kennedybrug, 1960, in Luik

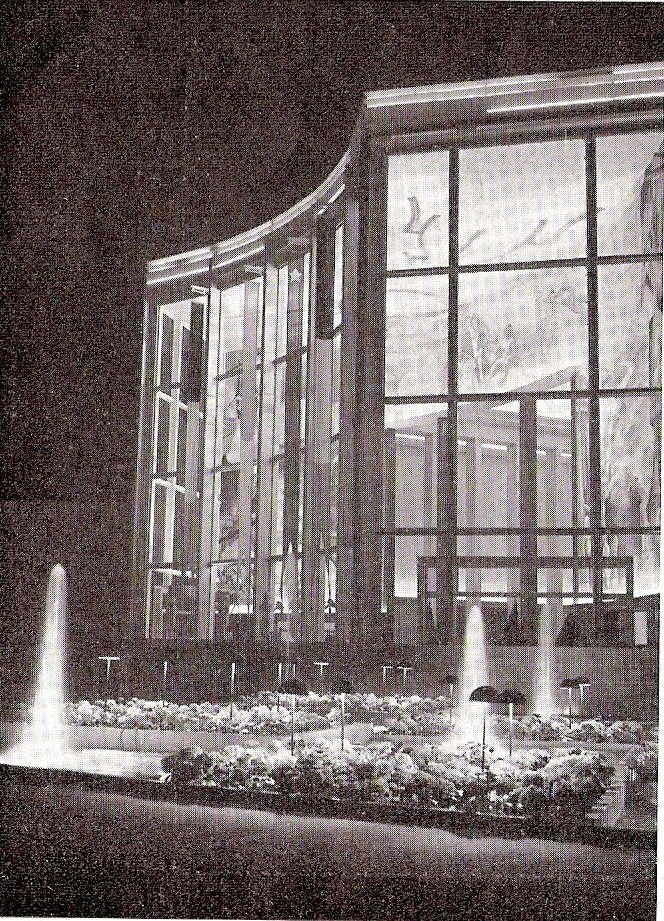
Paleis van de Exposition de l'eau
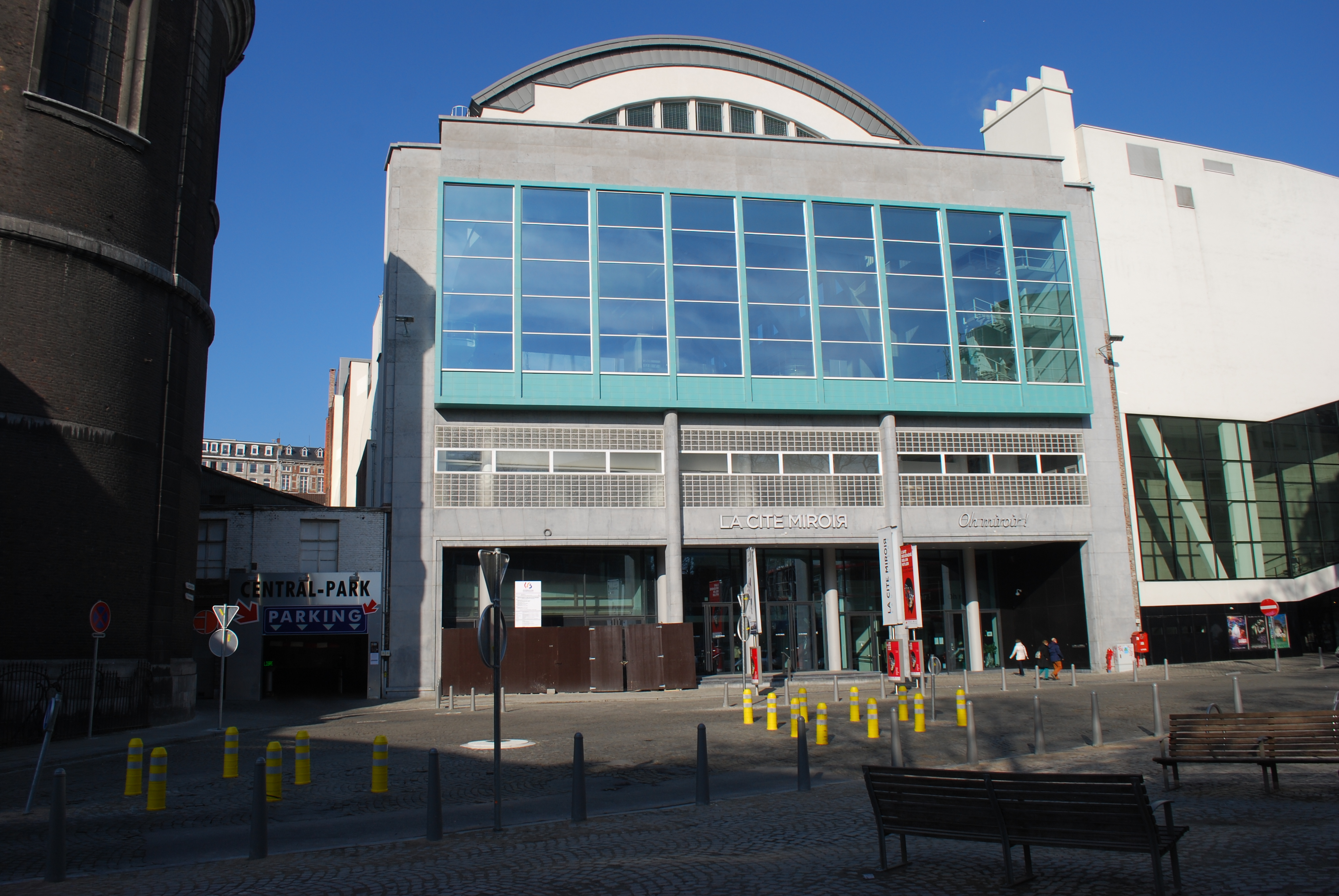
Bad van la Sauvenière, nu La Cité Miroir